# كارولاينا خاراميو
كارولاينا خاراميو (بالإسبانية: Carolina Jaramillo Quintero)‏ هي لاعبة كرة قدم مكسيكية، ولدت في 19 مارس 1994 في تيخوانا في المكسيك.

## روابط خارجية
- كارولاينا خاراميو على موقع الاتحاد الدولي (مؤرشف)  (الإنجليزية)
- كارولاينا خاراميو على موقع بطولة كرة القدم المكسيكية للسيدات (الإسبانية)
- كارولاينا خاراميو على موقع قاعدة بيانات كرة القدم.إي يو (الإنجليزية)
- كارولاينا خاراميو على موقع Soccerway.com (الإنجليزية)